# Wurzel-Jesse-Fenster (Vineuil-Saint-Firmin)

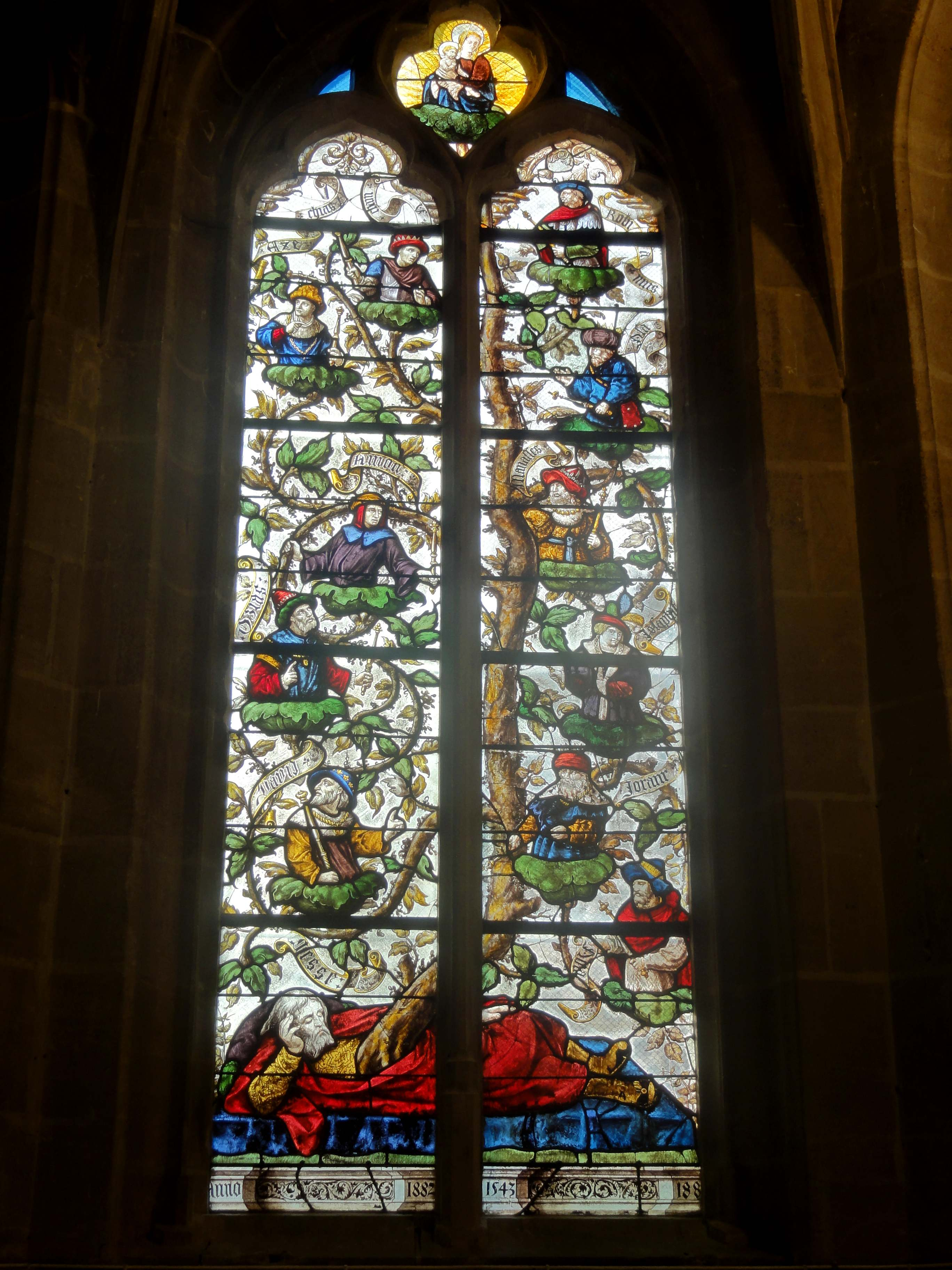
Wurzel-Jesse-Fenster in Vineuil-Saint-Firmin

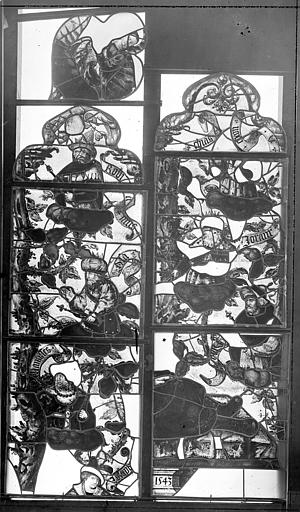
Das Fenster vor 1910

Das Wurzel-Jesse-Fenster in der katholischen Pfarrkirche St-Firmin in Vineuil-Saint-Firmin, einer französischen Gemeinde im Département Oise in der Region Hauts-de-France, wurde 1543 geschaffen. Im Jahr 1886 wurde das Bleiglasfenster als Monument historique in die Liste der geschützten Objekte (Base Palissy) in Frankreich aufgenommen.

## Beschreibung
Das zweigeteilte Fenster im Chor ist drei Meter hoch und 1,60 Meter breit. Es stammt aus einer unbekannten Werkstatt. Die Wurzel Jesse ist ein weit verbreitetes Bildmotiv der christlichen Kunst des Mittelalters und der frühen Neuzeit. Es wird der Stammbaum Christi in Gestalt eines Baumes dargestellt, der aus der Figur Jesses herauswächst, dem Vater König Davids. Jesse wird schlafend gezeigt und als folgende Zweige des Baumes erscheinen David und weitere elf Könige Israels. Den Abschluss bildet die Darstellung Marias mit Kind im Maßwerk.
Das Fenster wurde Mitte des 19. Jahrhunderts von Louis Steinheil († 1855) restauriert. Die Jahreszahlen am unteren Rand wurden bei späteren Restaurierungen hinzugefügt.